# Luis Miguel de Camps
Luis Miguel de Camps García-Mella (Santo Domingo, 17 de noviembre de 1979) es un abogado, servidor público, docente, político y actual Ministro 
de Educación de la República Dominicana desde febrero de 2025. Ocupó previamente el cargo de ministro de Trabajo, siendo nombrado el 16 de agosto de 2020, mediante el decreto 324-20.
Catedrático y político, con tan sólo 45 años, es uno de los funcionarios más jóvenes del tren gubernamental, destacándose por ser un gran propiciador de los consensos en el seno de los órganos tripartitos salariales de la seguridad social, entre otros, logrando conquistas importantes para los trabajadores dominicanos.

## Biografía

### Familia y estudios
Luis Miguel De Camps García-Mella nació en la ciudad de Santo Domingo, el 17 de noviembre de 1979. Es el tercer hijo del destacado luchador y líder político nacional, el difunto Hatuey De Camps Jiménez y de la polifacética artista Cecilia García Castillo. 
Realizó sus estudios primarios en el Colegio Calasanz, donde se destacó por sus dotes musicales, conocimientos culturales y ser un estudiante participativo y con muchas iniciativas. Es egresado con mención de honor de la carrera de Derecho de la Pontificia Universidad Católica Madre y Maestra (PUCMM), realizó una maestría en Leyes en Georgetown University, en Washington D. C., Estados Unidos (EE. UU.), y se especializó en Derecho de Negocios, enfocado en negociación y resolución de conflictos, con el postgrado que obtuvo en Harvard University, Massachusetts, también en EE. UU.
Inició su carrera profesional en la firma Fox Horan & Camerini LLP, con sede en Nueva York, donde se especializó en las áreas de estructuras corporativas, regulaciones financieras internacionales y de los Estados Unidos de América, planificación patrimonial, diseño e implementación de estructuras tributarias relacionadas, transacciones internacionales, normativa migratoria y asuntos de propiedad intelectual en general.
Con esa formación y experiencia regresa a su natal República Dominicana, donde junto a otros destacados abogados, funda “De Camps, Vásquez & Valera”, de la cual también es socio. La firma es de las de mayor valoración en el país y a nivel internacional por su expertise en servicios legales complejos. 

### Vida política
Además de servidor público, Luis Miguel De Camps García es presidente del Partido Revolucionario Social Demócrata (PRSD). También es vicepresidente de la Conferencia Permanente de Partidos Políticos de América Latina. (COPPPAL)
Tras la división del PRD en 2003, junto a su padre y un grupo de líderes y dirigentes, se convirtió en miembro fundador del PRSD, una organización política socialdemócrata que promueve los ideales del extinto líder político José Francisco Peña Gómez.

### Trayectoria profesional
Luis Miguel De Camps fue presidente ejecutivo de la Asociación de Fiduciarias Dominicanas (ASOFIDOM), 2014-2020. Profesor de la Pontificia Universidad Católica Madre y Maestra (PUCMM), 2015. Socio fundador de la firma de abogados De Camps, Vásquez & Valera, 2005 – 2020 y abogado internacional, Fox Horan & Camerini LLP, Nueva York, EE. UU., 2003-2005.
Desde el  2022 representa a República Dominicana como estado miembro del Consejo de Administración de la Organización Internacional del Trabajo (OIT) y ocupa la presidencia en la Organización Iberoamericana de Seguridad Social (OISS). 

### Ministro de Trabajo de la República Dominicana
Motor de grandes cambios
Desde que fue designado como ministro, Luis Miguel De Camps García tomó una licencia de su despacho para dedicarse por completo a sus funciones como incumbente del Ministerio de Trabajo, a través del cual está realizando importantes transformaciones en beneficio de toda la sociedad dominicana, como la regulación del teletrabajo, con la emisión de la Resolución 23-2020, para asegurar los derechos tanto del trabajador como del empleador.
También se ha destacado en su labor por robustecer la fuerza laboral en el sector turístico nacional, producto de ello, emitió la Resolución N.º 18-2020, en la que los ministerios de Trabajo y Turismo establecieron, mediante acuerdo, los mecanismos que ayudaron a salvaguardar los empleos del sector y a certificar el cumplimiento de los protocolos de higiene y seguridad en hoteles y restaurantes durante la pandemia del COVID-19, a través de la burbuja sanitaria laboral.
En los 100 primeros días de gestión, De Camps logró la implementación de las certificaciones laborales en línea, lo que redujo sustancialmente ese trámite de manera presencial.
Estratégico y visionario, Luis Miguel De Camps García está alineado a una de las metas presidenciales de esta gestión de incrementar los empleos en todos los sectores y brindarles oportunidades laborales a los jóvenes en su primer empleo y a personal con capacitación técnica.
Asumió la gestión del Ministerio de Trabajo en un momento en que, producto de la pandemia, se habían perdido miles de empleos en poco más de un año de gestión ya se habían recuperado e incrementado. En el 2022 se logró, gracias a la visión del presidente Abinader, que se crearan más de 89,000 nuevos puestos de trabajo, que hoy son ocupados por dominicanos y de los cuales el 38%, casi 34 mil, lo ocupan jóvenes.
En 2023 la República Dominicana, bajo el mandato del presidente Luis Abinader, celebra que tiene 403,000 empleos más de los que se tenían al inicio de la gestión presidencial en agosto de 2020. 
Esto como resultado de la  unión de políticas públicas en diferentes órdenes, que en lo adelante se verán reforzados aún más. Una de ellas es el Programa República Dominicana Trabaja a través del cual se  ha logrado la multiplicación de las ferias y jornadas de empleo en todo el territorio nacional.
Otro enfoque de Luis Miguel De Camps, fue el aumento ha sido el de mejorar las condiciones de vida de los trabajadores. En su gestión frente al Ministerio de Trabajo se ha  aumentado en más de un 42% el salario mínimo, mientras que la inflación acumulada en ese mismo periodo ha sido de 20.95%.
Esto gracias al diálogo social tripartito se han producido 22 aumentos salariales del sector privado todos por consenso. 
De igual forma, a través del CNSS, ha impulsado importantes resoluciones que han servido para generar más protección social a los dominicanos